# Alberto III (conde de Habsburgo)
Alberto III (c. 1145-25 de noviembre de 1199), llamado el Rico, fue un conde de Habsburgo, landgrave de la Alta Alsacia, duque de Laufenburg y Vogt de Muri. Fue uno de los ascendientes de la Casa de Habsburgo, bisabuelo de Rodolfo I de Habsburgo, el primer emperador de esa dinastía.
De su padre Werner II heredó numerosas posesiones en las actuales Suiza y Alsacia; su título de Vogt de Muri se transformó en ducado de Argovia y Laufenburg.
Era un destacado defensor de la dinastía Hohenstaufen, en particular del emperador Federico Barbarroja, que lo premió dándole mayor importancia a sus títulos y extendiendo algunas de sus posesiones en la actual Suiza. sin embargo, se casó con Ita de Pfullendorf-Bregenz, miembro de la dinastía de los Güelfos, rivales de los Hohenstaufen, y de su suegro heredó el condado de Pfullendorf, en Suabia. Además, su hijo heredó las antiguas pretensiones de su familia a la corona imperial, que recién alcanzaría su bisnieto Rodolfo en 1273.
Debido a las donaciones que sus antepasados duques de Alsacia, los Eticónidas, habían hecho a la abadía de Sankt Trudpert, en la Selva Negra, reclamó y obtuvo el patronato sobre las tierras de la misma.
A su muerte, sus posesiones y títulos pasaron a su hijo Rodolfo II; tuvo también una hija, llamada Ita, que se casó con un miembro de la casa condal de Leiningen —que tenían extensas posesiones en Alsacia, Lorena y el Palatinado— de nombre desconocido; quizá haya sido Federico, que murió sin descendencia alrededor de 1220, lo que dejó la herencia en manos de los condes de Saarbrücken.